# Francesco Vercelli
Francesco Vercelli (Vinchio, 22 ottobre 1883 – Camerano Casasco, 24 novembre 1952) è stato un idrografo, fisico e matematico italiano. Per i suoi lavori, può essere considerato tra i massimi esponenti dell'oceanografia e della meteorologia italiane.

## Biografia
Nato da famiglia modesta, si laureò in fisica nel 1908 e in matematica nel 1909 presso l'Università di Torino. Qui fu assistente di Vito Volterra, che lo spinse a studiare le variazioni del livello del lago di Garda (le sesse) e la distribuzione della temperatura nei laghi e nelle rocce.
Da qui nacque il suo interesse per l'idrografia e per l'applicazione a questa scienza dell'analisi di Fourier. Durante la prima guerra mondiale venne arruolato come ufficiale addetto al servizio meteorologico.
Nel 1919 ricevette il Premio Bressa e successivamente divenne direttore dell'Istituto Geofisico di Trieste, ruolo che conservò per quasi tutta la sua attività lavorativa. Fu anche socio dell'Accademia dei Lincei, della Pontificia Accademia delle Scienze, dell'Istituto veneto di scienze, lettere ed arti, nonché presidente di un comitato del CNR.
Per i suoi studi realizzò un interessante strumento di calcolo analogico, l'analizzatore periodale. Essenzialmente è uno strumento che, data una curva sperimentale, permette di individuare delle funzioni periodiche la cui somma ne costituisce una buona approssimazione.
A lui è dedicato il Liceo Scientifico Statale di Asti.